# Gülay & The Ensemble Aras
Gülay & The Ensemble Aras (1989 in Wien gegründet) ist ein Ensemble, welches sich in seiner Arbeit der Produktion und Interpretation von Weltmusik von der Seidenstraße, World Music from the Silk-Road widmet.

## Geschichte des Ensembles
Gegründet wurde das in Wien beheimatete Ensemble von der türkischstämmigen Sängerin und Tänzerin Gülay, dem Flötisten und Komponisten Josef Olt aus Wien und dem aus Iran stammenden Tar-Spieler Nariman Hodjati im Jahr 1989. Der Name setzt sich aus jenem der Sängerin und dem des begleitenden Instrumentalensembles zusammen. Der Name Aras wurde gewählt, weil er einerseits als geografischer Begriff auf einen der Themenschwerpunkte verweist und andererseits leicht lesbar und aussprechbar ist. Der Aras ist der Fluss, der am Berg Ararat entspringt, in der Antike Araxes hieß und in das Kaspische Meer mündet.
Konzertreisen, Festivalauftritte und Auftritte in Fernsehshows führten das Ensemble nach Österreich, Deutschland, Russland, Estland, Usbekistan, in die USA und in die Türkei.
In den Jahren 1994 (Theater Akzent, Wien) und 1995 (Theater des Augenblicks, Wien) wurde "Eine Entführung in das Serail" als orientalisches Musical auf die Bühne gebracht. 
Über mehrere Jahre hinweg erfolgte die sporadische Zusammenarbeit mit dem Reiseautor Bruno Baumann. Das Ensemble schmückte seine Diashows mit Musik und Tanzchoreographien aus. Eine CD-ROM unter dem Titel „Abenteuer Seidenstraße“ erschien bei United Soft Media (ISBN 3-8032-2503-5), in welcher das Ensemble Musik und Videobeiträge lieferte. 
Weitere Höhepunkte waren der US-Debüt-Auftritt in der New Yorker Carnegie Hall (2005) und die US-Tour (2006), welche das Ensemble nach Arizona, Nevada und Kalifornien führte.
In den Jahren 1997, 1999 und 2003 trat das Ensemble beim Internationalen Musikfestival "Sharq Taronalari" (orientalische Melodien) in Samarkand, Usbekistan auf, einem Großereignis mit internationalen Gruppen aus über 30 Ländern, welches unter dem Patronat der UNESCO stattfand.
2001 wurde die CD „Colors of Silk“ von russischen Wissenschaftlern des Moskauer Institute for Biomedical Problems, einer Einrichtung, die sich insbesondere um die Betreuung von Kosmonauten im Weltall bei Langzeitflügen widmet, ausgewählt und im Juli 2001 zur Internationalen Weltraumstation ISS geschickt. Im darauffolgenden Oktober reiste das Ensemble nach Moskau und traf dort mit dem Kommandanten der ISS-Expedition 2 Juri W. Ussatschow zusammen, der Ehrengast im dortigen Konzert war.

## Weltmusik von der Seidenstraße
In ihren Programmen und Aussendungen verwenden Gülay & The Ensemble Aras diesen Ausdruck seit vielen Jahren, um auf ihre musikalischen Wurzeln hinzuweisen. Ihre musikalische Arbeit kann man am besten als eine Synthese zwischen asiatischen und europäischen Elementen bezeichnen. Auch die verwendeten Instrumente sind eine Mischung aus beiden Kulturbereichen. Neben Tar (iranische Langhalslaute), Oud (arabische Laute), Guzheng (chinesische Zither), Dholak (indische Perkussion), Doire (zentralasiatische Form des Tambourins) werden auch Querflöte, Klarinette, Geige, Flamenco-Gitarre, Violoncello und Akkordeon eingesetzt. 
Das Quellmaterial sind zumeist traditionelle Lieder aus dem weiten eurasischen Raum, die von Josef Olt für die jeweilige Besetzung transkribiert und neu arrangiert werden. Gesungen wird in den Originalsprachen, so dass das Repertoire bereits Lieder in 22 Sprachen umfasst. Der Bogen reicht dabei von Italien bis nach Japan.
Die Sängerin Gülay bereichert die Konzertauftritte durch ihre Tanzchoreographien, welche durch Elemente kaukasischer und zentralasiatischer Tänze geprägt sind.

## Diskografie
- 1991: MC Ak Gice
- 1993: CD Gardens of Beauty
- 1996: CD Sounds of Sunrise
- 2000: CD Colors of Silk